# Wüstung Kleinrothenstein
Die Wüstung Kleinrothenstein befand sich westlich der Gemeinde Rothenstein im Süden des thüringischen Saale-Holzland-Kreises.

## Lage
Kleinrothenstein auch Steinchen oder Rothensteinchen genannt, befand sich westlich auf dem Saalesteilhängen westlich von Rothenstein nach Süden Richtung Altendorf auf dem liegenden Hochplateau des Kuhberges. Es ist heute noch ein grundwasserferner und damals abgelegener Standort ohne ein Rinnsal.

## Gründe des Wüst Werdens
Gründe, wann und wie das Dorf wüst geworden ist, sind nicht geklärt. Annahmen, dass das Dorf im Sächsischen Bruderkrieg (1446–1451) wüst gefallen ist, werden in der Literatur verneint. Man weiß, dass sich die Einwohner in die benachbarten Dörfer der Täler umgesiedelt haben.

## Diskussion aus heutiger Sicht
- Wassermangel auf einem sehr zur Trockenheit neigenden Standort
- zur damaligen Zeit die Abgeschiedenheit
- kriegerische Drangsale